# Minamoto no Toshifusa
Minamoto no Toshifusa (源 俊房?   1035 - 23 de diciembre de 1121) fue un kuge (cortesano japonés) y político que vivió en la era Heian. Fue miembro del clan Minamoto e hijo de Minamoto no Morofusa.

## Biografía
En 1045 celebró su genpuku, siendo adoptado por Fujiwara no Yorimichi y en 1046 fue nombrado chambelán. Hacia 1054 fue ascendido al rango junii dentro de la corte imperial, y en 1057 es asignado como sangi.
En 1064 asciende al rango shōnii y en 1080 es nombrado dainagon y en 1081 como mutsudewa no azechi (cargo administrativo sobre la región de Tohoku). A finales de 1082 fue nombrado como udaijin pero a los pocos días, en 1083 es transferido como sadaijin. En 1094 es ascendido al rango juichii.
A inicios de 1121 renunció a sus cargos adminstrativos y se convirtió en monje budista, fallecería unos meses después.
Tuvo como hijos al monje Shōkaku, Minamoto no Moroyori, Minamoto no Morotoki, Minamoto no Morotoshi y al monje Ninkan.
En el ámbito artístico, Toshifusa recopiló un diario titulado Suisaki (水左記?) que contiene sucesos entre 1062 y 1108. Adicionalmente, se le reconoció por ser un experto en el shodō (caligrafía japonesa).